# Cheiracanthium minahassae
Cheiracanthium minahassae is een spinnensoort uit de familie Cheiracanthiidae.
De wetenschappelijke naam van de soort werd in 1911 gepubliceerd door P. Merian.